# Bolet d'esca
El bolet d'esca (Fomes fomentarius) és una espècie de fong de l'ordre dels poliporals (Polyporales). És un bolet d'esca ver, patogen per als arbres sobre els quals creix. Es troba a Europa, Àsia, Àfrica i Amèrica del Nord. L'espècie produeix fongs polípors de grans dimensions en forma de peülla de cavall i una coloració que varia del gris clar al gairebé negre, encara que en general són marrons. Creix sobre diverses espècies d'arbres, que infecta a través de les ferides de l'escorça, i els causa decaïment de la fusta i podridura. En general, després de la mort de l'arbre, el fong continua vivint-hi al damunt, per aleshores deixar de ser un paràsit i esdevenir un descomponedor.
Si bé és del tot incomestible, tradicionalment Fomes fomentarius s'ha utilitzat per fabricar esca per fer foc, encara que també s'empra per confeccionar vestits i altres accessoris. Ötzi l'home del gel de 5.000 anys d'antiguitat, en portava quatre trossos i s'estima que era per ser utilitzats com esca. Al passat li van ser atribuït propietats medicinals com a hemostàtic, però en l'actualitat no hi ha cap ús medical provat. L'espècie és tant una plaga com molt útil en la producció de fusta.

## Taxonomia
La primera descripció científica del fong apareix a l'obra Species Plantarum de Carl Linnaeus de 1753, que la va denominar Boletus fomentarius. L'epítet específic fomentarius prové del vocable llatí fomentum, en referència a l'esca. L'espècie ha estat descrita com a membre de nombrosos gèneres diferents. El 1783, Jean-Baptiste Lamarck la va denominar Agaricus fomentarius en la seva Encyclopédie Méthodique: Botanique. El 1818, Georg Friedrich Wilhelm Meyer va descriure el Polyporus fomentarius al llibre Primitiae Florae Essequeboensis, i aquest nom va ser recollit per Elias Magnus Fries al primer volum del Systema Mycologicum de 1821. Posteriorment Fries, en l'obra Summa vegetabilium Scandinaviae de 1849, va moure l'espècie al gènere Fomes. Els intents posteriors de canviar el gènere de l'espècie no van tenir èxit; l'espècie va ser anomenada Placodes fomentarius per Lucien Quélet el 1886, Ochroporus fomentarius per Joseph Schröter el 1888 i Scindalma fomentarium per Otto Kuntze el 1898. Al segle xx, Narcisse Théophile Patouillard va denominar l'espècie Ungulina fomentaria el 1900. William Murrill va ressituar l'espècie dues vegades; el 1903, la va anomenar Elfvingia fomentaria i el 1914, la va denominar Elfvingiella fomentaria. El 1963, Shu Chün Teng la va anomenar Pyropolyporus fomentarius. Aquests noms són considerats sinònims obligats; o sigui, noms diferents de la mateixa espècie basats en una única descripció o espècimen.

## Iconografia
La il·lustració publicada per Bulliard (1791) s'ha seleccionat com a lectotipus. Consta com a Boletus ungulatus, Fig. II, C,D,E i F.

## Descripció

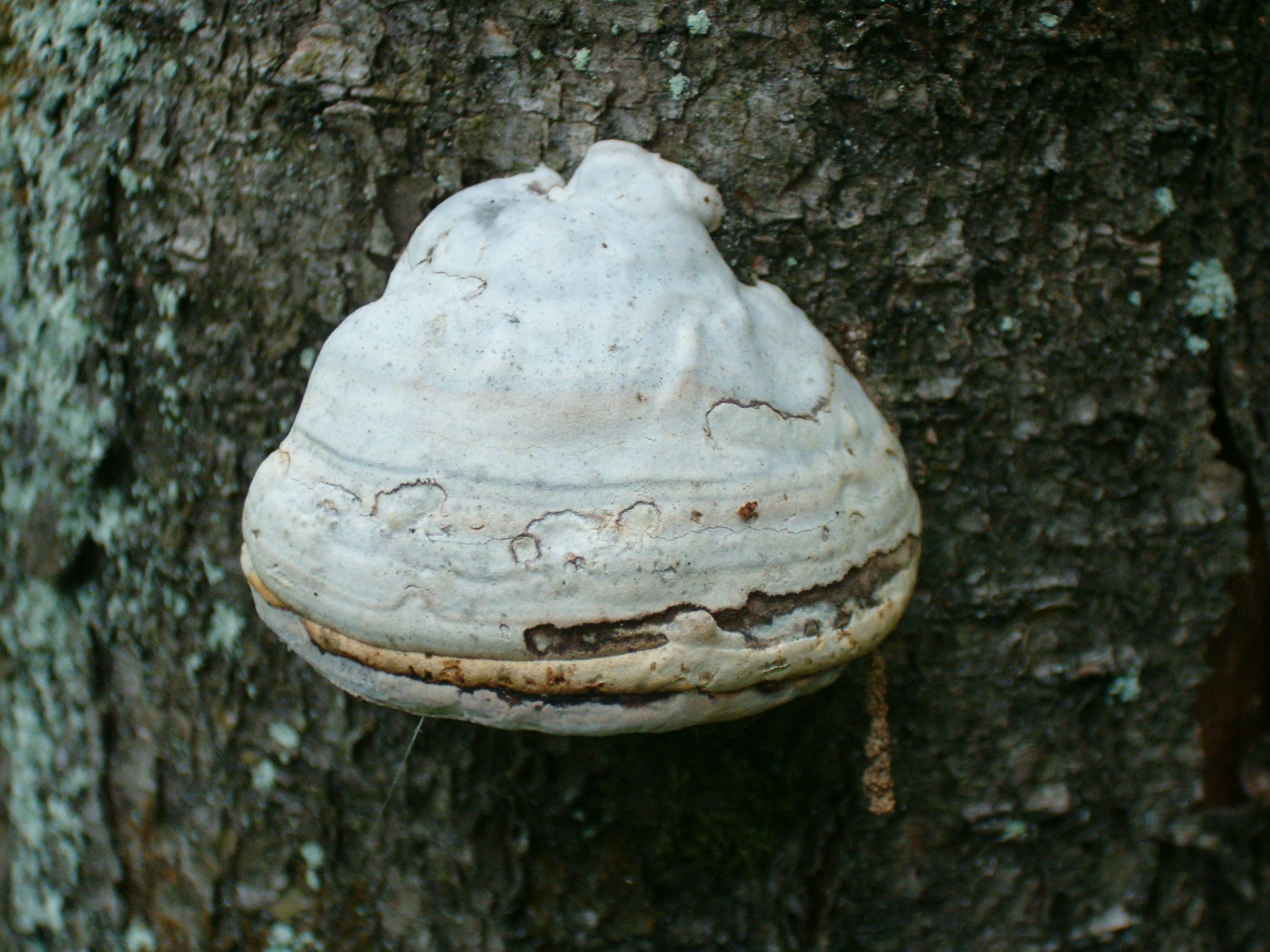
F. fomentarius pot prendre colors des del gris clar fins a gairebé negre.

El Fomes fomentarius té un cos amb un plat que mesura entre 5 i 45 cm per 3 a 25 cm amb un gruix de 2 a 25 cm, que abraça a l'arbre sobre el que creix. La seva forma típica és la d'una peülla de cavall, però també pot adoptar una forma més de plat amb un apèndix sobre el substrat. L'espècie en general té franges amples concèntriques, amb un vora marcat i arrodonit. La carn és dura i fibrosa, i d'un color marró canyella. La superfície superior és dura, rugosa i llenyosa, amb colors que van del marró clar al gris. El marge és blanquinós durant els períodes de creixement. L'escorça és dura, mesura uns 1 o 2 mm de gruix, i cobreix la carn dura. La cara inferior té porus circulars d'un color crema com les nous, que en madurar passen a un to marró, encara que s'enfosqueixen en manipular-los. Els porus són circulars, i hi ha de 2 a 3 porus per mil·límetre. Els tubs mesuren de 2 a 7 mm de llarg i són d'un color marró ocre.
La coloració i grandària del cos pot variar depenent d'on creix l'espècimen. S'han observat espècimens de color blanc-platejat, grisencs i gairebé negres. Els de cossos foscos antigament havien estat classificats com Fomes nigricans, però en l'actualitat aquest és reconegut com un sinònim de Fomes fomentarius. El color en general és més clar a latituds i altituds menors, com també en espècimens de l'hemisferi nord que creixen sobre el lateral sud dels arbres. No obstant això, els estudis han determinat que no existeix una forma confiable de varietats diferents; en canvi les diferències de fenotip poden «ser atribuïdes o bé a diferents ecotips o a interaccions entre el genotip i el seu medi ambient».

### Característiques microscòpiques

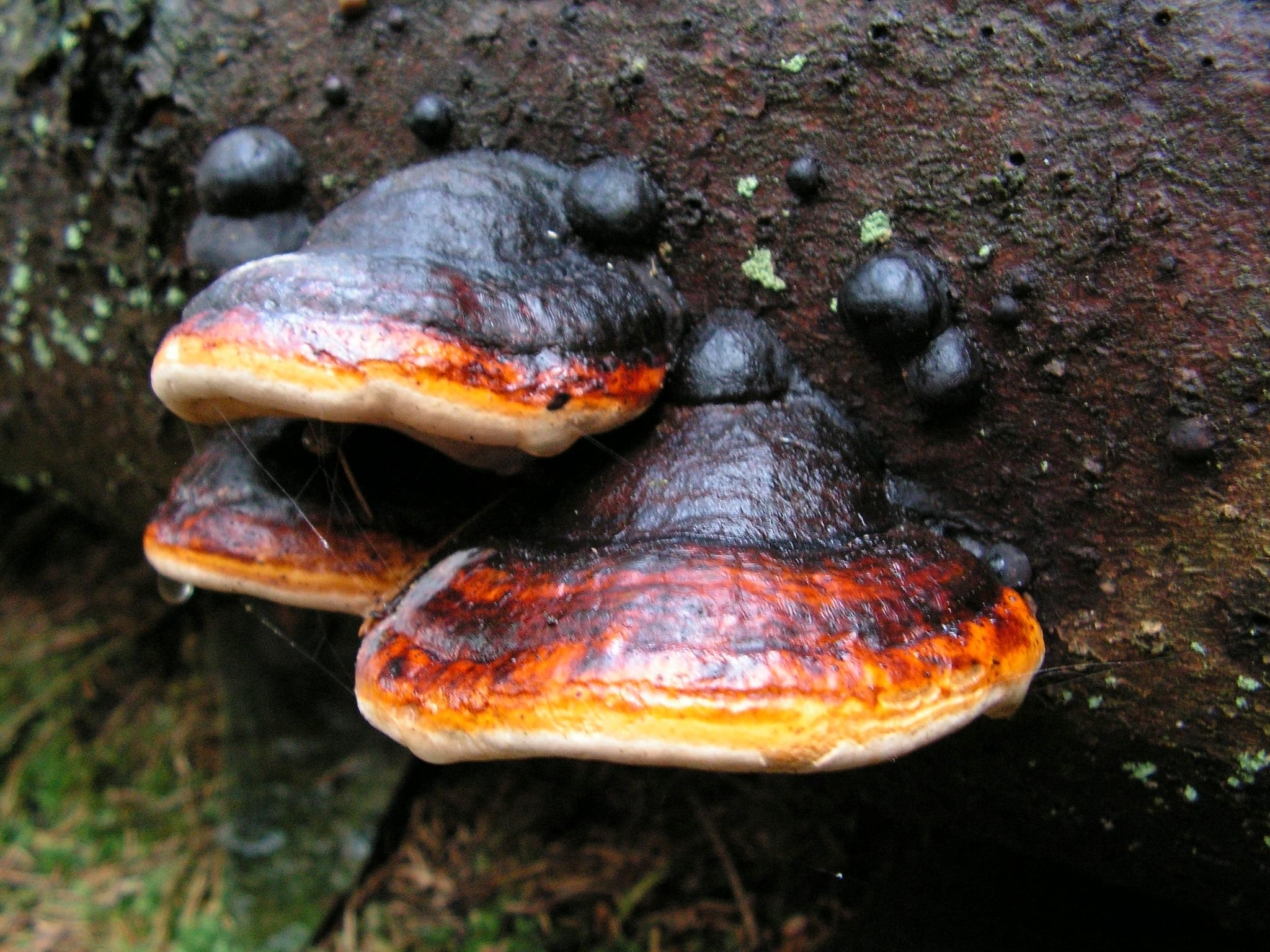
Fomitopsis pinicola és una espècie d'aparença exterior similar.

Les espores són de color groc-llimona, i de forma oblonga-el·lipsoide. Mesuren uns 15-20 per 5–7 μm. L'espècie té una estructura hifal trimítica (que significa que posseeix una hifa generativa, esquelètica i adhesiva), amb hifes generativa (hifes que són indiferenciades i poden desenvolupar estructures reproductives) amb connexió en fíbula.

### Espècies similars
És fàcil confondre el Fomes fomentarius amb l'espècie Phellinus igniarius, del gènere Ganoderma i amb el Fomitopsis pinicola. Una forma fàcil de distingir F. fomentarius és agregant una gota d'hidròxid de potassi a un petit tros del cos superior del fong. La solució prendrà un color sagni fosc si l'espècimen és F. fomentarius, a causa de la presència del compost fomentariol.

## Hàbitat i distribució
Fomes fomentarius té una distribució circumboreal, es troba al nord i sud d'Àfrica, a través d'Àsia, l'est d'Amèrica del Nord, i a tot Europa s'hi troba amb molta freqüència. La temperatura òptima perquè aquesta espècie es desenvolupi és entre 27 i 30º C i que no superi de 34 a 38º C. Sol créixer en solitari, però de vegades es poden trobar diversos fongs sobre el mateix tronc. En general l'espècie creix sobre troncs d'arbres de fustes dures. A les zones del nord, és molt comú que es desenvolupi sobre el bedoll, mentre que al sud, és més comú trobar-lo sobre troncs de faig. Al Mediterrani, el roure és la seva base preferida. L'espècie també creix en una varietat d'arbres: auró, cirerer, pacana, til·ler, àlber, salze, vern, carpí, sicòmor, i excepcionalment en arbres de fusta tovas, com les coníferes.

## Ús

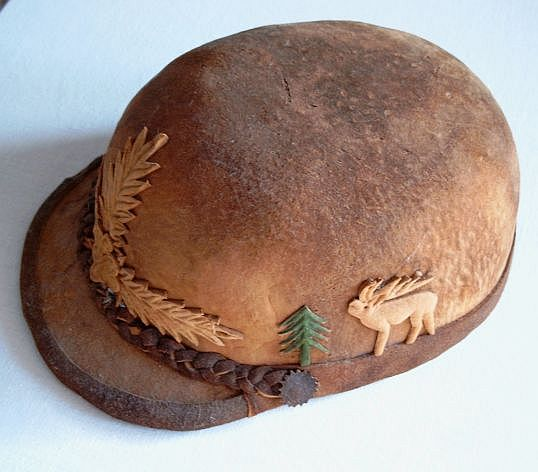
Capell d'esca

L'espècie no és considerada comestible; la seva carn té un sabor agre, amb un lleu aroma fruitat. El fong és significatiu des d'un punt econòmic, ja que els arbres afectats perden valor com a font de fusta per a la construcció. Atès que el bolet infecta els arbres a través de talls a l'escorça, sovint infecta arbres que ja han estat afeblits per la malaltia de l'escorça del bedoll. No obstant això, és un paràsit massa feble per infectar arbres sans i, per tant, posseeix el valor d'ajudar a descompondre fusta sense ús comercial.

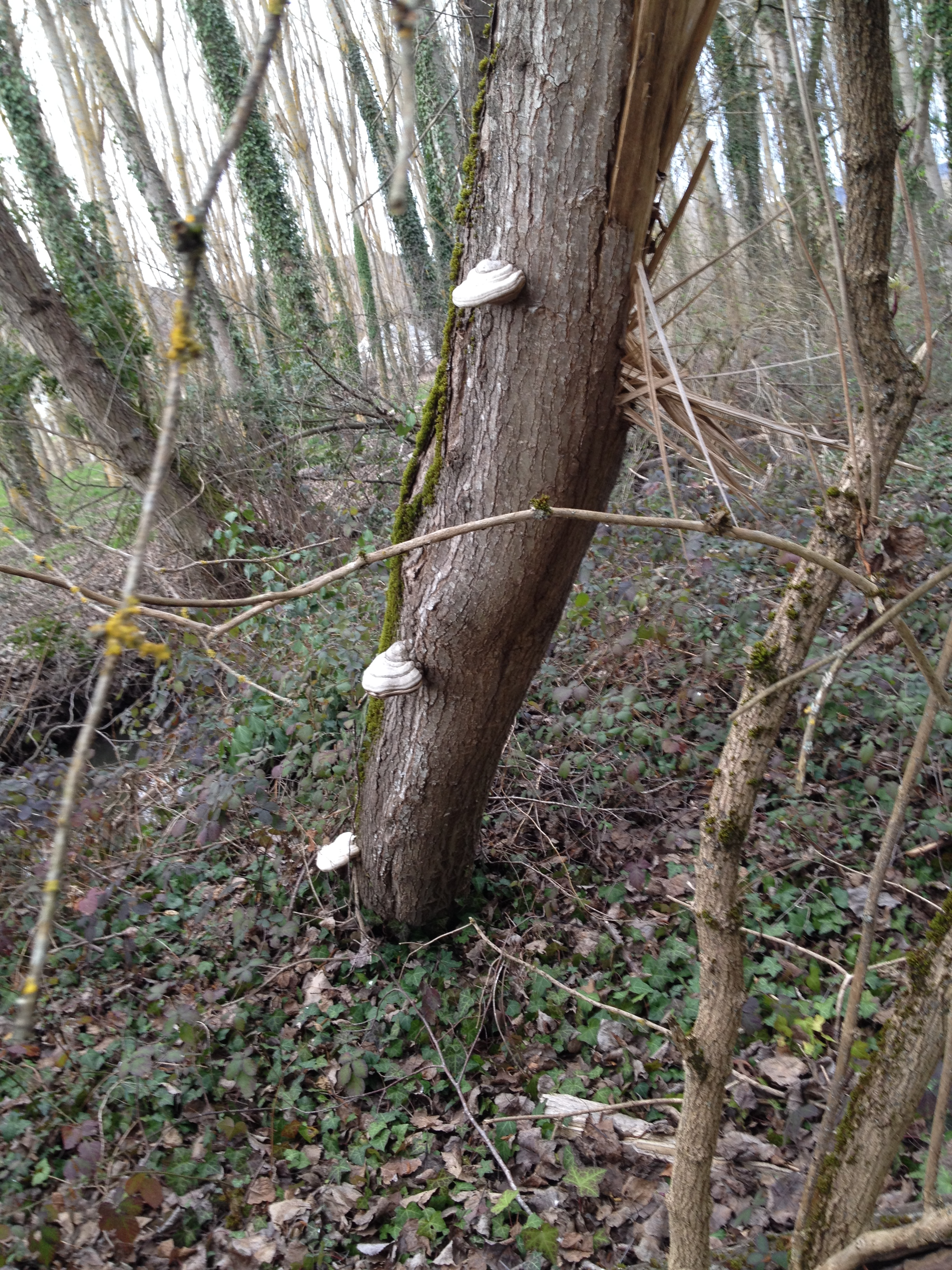
Polyporus fomentarius sobre Populus sp

L'espècie és molt coneguda pel seu ús per fer esca per fer foc des de la prehistòria, com ara al jaciment de La Draga (6300 aC), prop de Banyoles, un dels casos més antics d'ús tecnològic d'aquests organismes que s'ha documentat. Altres troballes arqueològiques van ser l'home del gel de 5000 aC o Hedeby, (3000 aC). L'esca es produeix a partir de la carn del fong. La polpa, que s'assembla al feltre era utilitzada per fabricar capells, guants i altres accessoris. L'esca era utilitzada antigament pels dentistes, que l'empraven per assecar les dents i en medicina casolana l'empraven com a hemostàtic. A principi del segle xxi havia desaparegut completament de la farmacopea. Encara s'empra en l'actualitat en la tècnica de pesca amb mosca per assecar les mosques artificials.

## Altres bolets d'esca[26]
- Bolet d'esca de bedoll o Piptoporus betulinus també transportat per Ötzi
- Bolet d'esca de pí o Fomitopsis pinicola